# Will Hurd
William Ballard Hurd (San Antonio, Texas, 19 de agosto de 1977) es un político y exoficial de inteligencia estadounidense. Afiliado al Partido Republicano, entre 2015 y 2021 se desempeñó como miembro de la Cámara de Representantes de los Estados Unidos por el 23.º distrito congresional de Texas.
El 22 de junio de 2023, Hurd anunció que buscaba la nominación republicana para presidente de los Estados Unidos en las elecciones de 2024. Sin embargo, abandonó la carrera el 9 de octubre de 2023 y respaldó a Nikki Haley.

## Primeros años y educación
Hurd nació el 19 de agosto de 1977 en San Antonio, Texas. Es hijo de Mary Alice Hurd y Robert Hurd. Tiene un hermano, Chuck, y una hermana, Elizabeth. Su padre es negro y su madre es blanca.
Hurd se graduó de la escuela secundaria John Marshall en Leon Valley, y de la Universidad de Texas A&M, donde fue elegido presidente del cuerpo estudiantil. Hurd fue presidente del cuerpo estudiantil durante el colapso de la hoguera Aggie de 1999. Se especializó en informática y se especializó en relaciones internacionales.

## Carrera
Hurd trabajó para la Agencia Central de Inteligencia (CIA) durante nueve años, de 2000 a 2009. Estuvo destinado principalmente en Washington D. C., pero su período de servicio incluyó ser oficial de operaciones en Afganistán, Pakistán e India. Una de sus funciones en la CIA era informar a los miembros del Congreso, que es lo que hizo que Hurd quisiera dedicarse a la política. Regresó a Texas después de su servicio en la CIA y trabajó como socio de Crumpton Group LLC, una firma de asesoría estratégica, y como asesor senior de FusionX, una firma de ciberseguridad.
El 19 de noviembre de 2009, Hurd anunció su candidatura para la nominación republicana en el 23.º distrito congresional de Texas, un distrito que está compuesto en dos tercios por hispanos. Sus registros de financiación de campaña presentados electrónicamente indicaban que tenía 70.000 dólares a mano para financiar su campaña.
El 15 de febrero de 2010, el San Antonio Express-News respaldó a Hurd. En las elecciones primarias del 2 de marzo recibió la mayor cantidad de votos, pero no la mayoría, lo que resultó en una segunda vuelta el 13 de abril de 2010. Hurd se enfrentó al segundo clasificado, Francisco «Quico» Canseco, un banquero de San Antonio que estaba haciendo su tercera candidatura para el Congreso. Canseco derrotó a Hurd en la segunda vuelta, 53% a 47%. Canseco ganó las elecciones generales contra el demócrata en ejercicio de dos mandatos Ciro Rodríguez, pero perdió la reelección en 2012 ante el demócrata Pete Gallego por un margen de 2.500 votos.
Hurd se postuló nuevamente para el distrito 23 en las elecciones de la Cámara de Representantes de los Estados Unidos de 2014. Después de una segunda vuelta, ganó la primaria contra Canseco. En las elecciones generales, Hurd derrotó a Gallego, lo que convirtió a este en el tercer ciclo electoral consecutivo en el distrito en el que un titular fue desbancado. El San Antonio Express-News respaldó nuevamente a Hurd. Aunque el candidato presidencial republicano Mitt Romney había ganado el distrito dos años antes, el resultado se consideró una sorpresa. Hurd realizó una gira postelectoral por algunas partes de su distrito que habían apoyado fuertemente a Gallego. También fue el único candidato en recibir el respaldo del exdirector de la CIA y secretario de Defensa Robert Gates, quien admiraba el trabajo de Hurd en la CIA y estaba decepcionado por su partida para postularse a un cargo público. Gates dijo que Hurd «tiene el carácter, la integridad y las habilidades de liderazgo para un cargo superior».
Hurd fue nominado nuevamente para un segundo mandato en las elecciones primarias republicanas celebradas el 1 de marzo de 2016, en las que derrotó a William Peterson, con 39.762 votos (82,2%) contra 8.590 (17,8%). El excongresista Pete Gallego fue su oponente nuevamente y se esperaba que la carrera fuera una de las más competitivas del país. Después de las primarias, Hurd se distanció del candidato presidencial republicano Donald Trump. Criticó la «retórica desagradable» de Trump sobre los musulmanes y los latinos y su propuesta de construir un muro de 8 mil millones de dólares y 1.000 millas de largo a lo largo de la frontera estadounidense con México. Hurd describió la propuesta como «la forma más cara y menos efectiva de hacer seguridad fronteriza». Afirmó que no necesitaba asociarse con Trump para tener éxito.
Durante la campaña, Gallego intentó vincular a Hurd con Trump, que era considerado impopular entre los hispanos de Texas. Después de que se publicara la cinta de Access Hollywood, Hurd afirmó que no respaldaría ni votaría por Trump, basándose en el comportamiento de Trump hacia las mujeres y las minorías. Hurd afirmó que Gallego no había sido lo suficientemente agresivo en el apoyo a los problemas de los veteranos y que era en gran medida una herramienta de Nancy Pelosi, en ese momento líder de la minoría de la Cámara de Representantes.
En las elecciones generales, Hurd derrotó a Gallego por 110.577 votos (48,3%) contra 107.526 (47%), y el libertario Ruben Schmidt Corvalan de San Antonio obtuvo los 10.862 votos restantes (4,7%). Hurd tuvo un desempeño suficientemente bueno en la parte del condado de Bexar y en los condados cercanos de Medina y Uvalde para compensar los grandes márgenes de Gallego en los condados de El Paso y Maverick, el último de los cuales abarca la ciudad fronteriza de Eagle Pass.
El 7 de marzo de 2018, Hurd ganó las primarias republicanas con el 80% de los votos. En julio de 2018, se informó que las elecciones iban camino de convertirse en «la carrera al Congreso más cara en la historia del estado». La contienda fue la más reñida en Texas y una de las más reñidas del país. La Associated Press declaró inicialmente que Hurd ganaría la elección la noche de la elección, pero un grupo adicional de votos le dio temporalmente a Ortiz Jones una pequeña ventaja, que Hurd recuperó. Después de que se contaran todos los votos provisionales y de los que estaban en el extranjero, Hurd fue declarado ganador oficial el 19 de noviembre por un margen de 926 votos.
Hurd se convirtió en becario residente de invierno de 2021 en el Instituto de Política de la Universidad de Chicago. Allí, Hurd dirigió una serie de seminarios. En mayo de 2021, Hurd fue nombrado miembro de la junta directiva de OpenAI. En julio de 2023, Hurd anunció que había renunciado a la junta directiva de OpenAI antes de que comenzara su campaña presidencial para centrarse en la política.
El 29 de marzo de 2022, Simon and Schuster publicó el primer libro de Hurd, titulado American Reboot: An Idealist's Guide to Getting Big Things Done, una combinación de memorias y plan para el futuro del país. Recibió críticas en su mayoría positivas.
El 22 de junio de 2023, Hurd anunció su candidatura a la nominación republicana en las elecciones presidenciales de Estados Unidos de 2024. El 9 de octubre de 2023, Hurd suspendió su campaña para presidente y apoyó a Nikki Haley para la nominación.